# Teltown
Teltown (Tailtin in gaelico irlandese) è una cittadina dell'Irlanda della contea di Meath, nella Provincia di Leinster.

## Storia
La città di Telltown è principalmente nota per essere stata la sede, nell'antichità, dei Giochi di Tailteann.